# Smlouva z Bredy (1667)
Smlouva z Bredy (1667), často označovaná jako mír z Bredy, byla smlouva podepsaná v nizozemské provincii Severní Brabantsko dne 31. července 1667. Skládala se ze tří samostatných smluv mezi Anglií a jejími soupeři v druhé anglo-nizozemské válce, kterými byli Spojené provincie nizozemské, Francie a Království Dánska a Norska. Součástí byla také samostatná anglo-nizozemská obchodní dohoda.
Jednání probíhala od konce roku 1666, ale postupovala pomalu. Každá z rozvaděných stran se pokoušela získat pro sebe co nejvíce výhod. Scéna se změnila po francouzské invazi do Španělského Nizozemí, známé jako Devoluční válka, kterou Nizozemsko považovalo za vážné nebezpečí. Anglie byla neustálým válčením už také unavena a finančně vyčerpána. Rozčarování přinesla také asi nejdrtivější a nejpotupnější porážka Anglie v historii Royal Navy, nizozemský útok na královské loděnice, známý jako Nájezd na Medway v červnu 1667.
Vztah mezi Anglií a Spojenými provinciemi nizozemskými byl v roce 1667 ovládán obchodní rivalitou. Smlouva toto napětí zcela neukončila, ale rivalita se výrazně snížila a uvolnila se cesta k trojité obchodní alianci z roku 1668 mezi Spojenými provinciemi nizozemskými, Anglií a Švédskem. Krátká mezihra, Třetí anglo-nizozemská válka z let 1672 až 1674 byla začátkem spojenectví mezi Nizozemskem a Anglií, jež trvalo celé další století.

## Důvody a pozadí
Druhá anglo-nizozemská válka byla vyvolána obchodní diplomacií Karla II. Stuarta. Ten viděl podporu obchodu jako způsob, jak snížit svou finanční závislost na parlamentu. V roce 1660 se svým bratrem Jakubem založil Royal African Company (RAC), královskou společnost pro Afriku. RAC měla za úkol napadat nizozemské državy v západní Africe. Mezi další investory RAC patřili vysocí politici jako byl viceadmirál George Carteret, Anthony Ashley Cooper, 1. hrabě ze Shaftesbury a Henry Bennet, 1. hrabě z Arlingtonu, což vytvářelo silné spojení mezi RAC a anglickou vládní politikou.

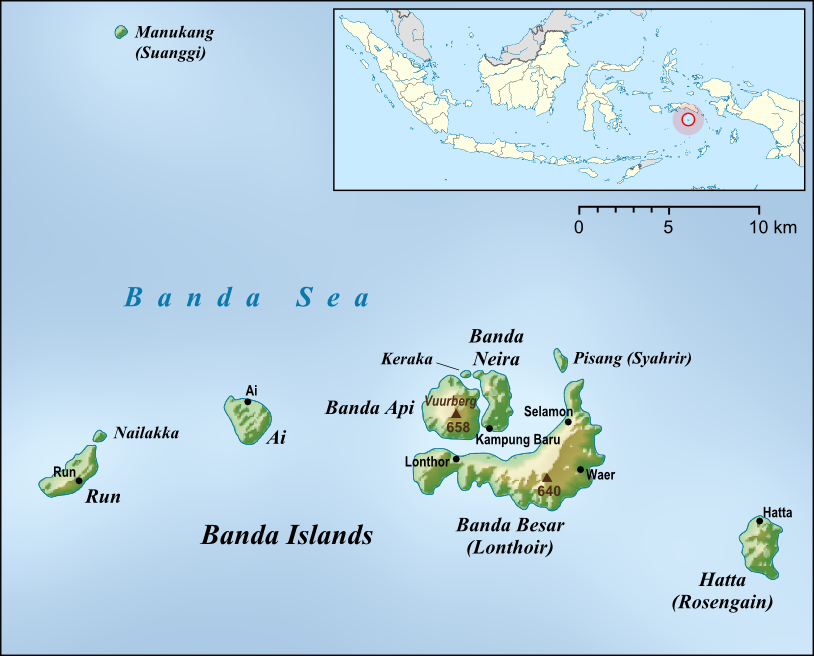
Ostrov Run byl klíčovým bodem konfliktu; Nizozemské odhodlání zachovat svůj monopol na asijský obchod s kořením vedlo k válkám s Portugalskem, Španělskem a Anglií

Obrovské zisky z asijského koření vedly ke konfliktům dokonce i v dobách míru, protože Nizozemská východoindická společnost (Dutch East India Company), zkráceně VOC, nejprve vytvořila a poté si vojensky vynutila svůj monopol na produkci a obchod. V roce 1663 byli jak místní tak i evropští konkurenti jako například Portugalci z obchodu vyřazeni, ze svých plantáží s muškátovým kořením byli majitelé nuceni uprchnout. Obchodním partnerem Portugalska byla Britská Východoindická společnost (British East India Company), ta byla založena v roce 1616, v roce 1620 ji vyhnali z ostrova Run Nizozemci. Angličané znovu ovládli ostrov Run koncem roku 1664. Ovšem Nizozemci je opět vyhnali, tentokrát pro jistotu plantáže zničili.
Podobný boj o zámořský obchod probíhal mezi Nizozemskou západoindickou společností (West-Indische Compagnie) neboli WIC a jejími konkurenty Španělskem, Dánskem, Švédskem, Portugalskem a Anglií. Na cukrových plantážích v Americe pracovali otroci z Afriky, které vlastnili kolonisté v Severní Americe. To vedlo k dalším konfliktům. V srpnu 1664 Angličané obsadili Nové Nizozemí, později přejmenované na New York. WIC zaútočila na otrokářské obchodní pozice v Ghaně, Nizozemsko vyslalo jako odpověď svou flotilu. Válka vedla k bankrotu společnosti RAC. Její investoři viděli válku jako nejlepší způsob, jak nahradit své ztráty.
V těchto konfliktech zůstával Ludvík XIV. zpočátku neutrální a to i přesto, že v dubnu 1662 Francie s Nizozemskem uzavřela vlastní smlouvu. Důvodem byly francouzské a nizozemské hospodářské zájmy, které se stále více lišily od zájmů Španělského Nizozemska. Mnichovský mír,  (Peace of Münster) z roku 1648 trvale uzavřel ústí řeky Šelda, což Amsterdamu umožnilo účinnou kontrolu obchodu v severozápadní Evropě. Ludvík XIV. považoval Španělské Nizozemsko za svůj svrchovaný majetek, který získal sňatkem se španělskou Marií Terezií Habsburskou, ale doufal, že vládu nad tímto územím získá pokojnou cestou. Jednání s Nizozemskem byla bezvýsledná, v roce 1663 byla ukončena a Ludvík XIV. se ujistil, že Nizozemsko na žádné ústupky dobrovolně nepřistoupí a začal plánovat vojenský zásah.

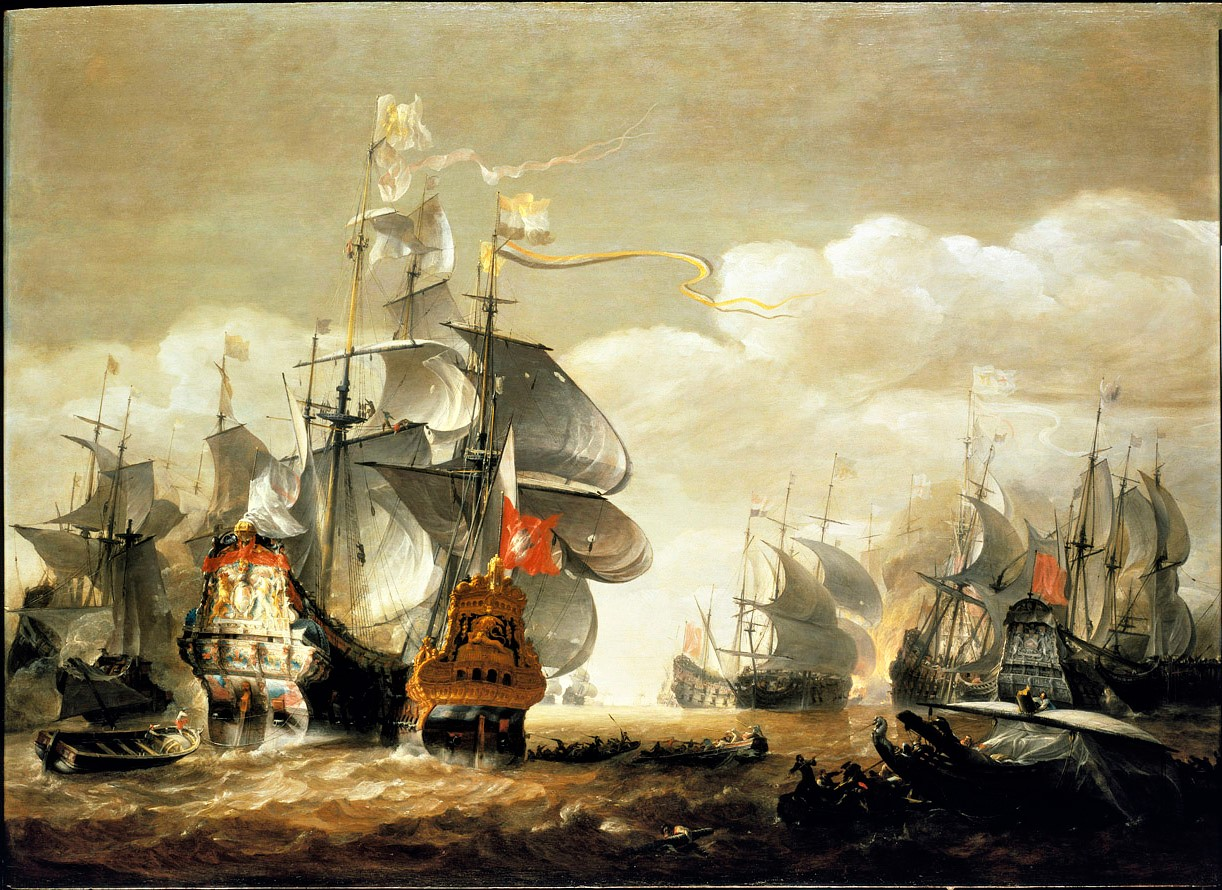
Nizozemci utrpěli v červnu 1665 v bitvě u Lowestoftu drtivou porážku, ale Angličané svého vítězství nedokázali využít

Po porážce u Lowestoftu podepsala počátkem roku 1665 Anglie se Švédskem smlouvu proti Nizozemsku, po jejímž podpisu následovala invaze z Münsteru, církevního knížectví ve Svaté říše římské, nacházejícího se v severní části dnešního Severního Porýní-Vestfálska a západního Dolního Saska. Ludvík XIV. na tuto situaci reagoval aktivací smlouvy z roku 1662, i když by se jen těžko ubránil okupaci svého Španělského Nizozemska. Dánská pomoc v srpnu zachránila nizozemské obchodní loďstvo v bitvě u Vågenu, i když to byla pomoc spíše náhodná. Ludvík XIV. zaplatil také Švédsku, aby ignorovalo svou smlouvu s Anglií a zůstalo neutrální, a tlačil na království Dánsko-Norsko aby se zapojilo do války. Frederick III. Dánský tajně souhlasil, že pomůže Angličanům porazit nizozemské loďstvo výměnou za podíl na zisku, ale jeho pokyny dorazily příliš pozdě. Koncem roku 1666 měl Karel II. Stuart v Anglii vážné finanční problémy. Částečně pro své odmítnutí odvolat parlament, částečně díky potížím anglického obchodu, který byl ničen válkou a domácími katastrofami, morem a velkým požárem Londýna v roce 1666. Naproti tomu se nizozemská ekonomika do značné míry zotavila z poklesu po roce 1665, veřejný dluh byl v roce 1667 nižší než v roce 1652; námořní válka byla však nesmírně nákladná a její financování bylo výzvou i pro amsterdamské trhy.
V podstatě všichni chtěli mír. Válka obchodu nesvědčí, a Nizozemsko nemělo z pokračování války žádný užitek. Dánsko nesnášelo ústupky z Christianpelu z roku 1647. Zabavení dánských plavidel nizozemskou společností WIC vyvolalo pokračování sporů. Začátkem roku 1667 se Dánsko připojilo ke Švédsku a Francii při zavádění cel na nizozemské zboží, což mělo dopad na obchod s obilím v Baltském moři.
V říjnu roku 1666 Karel II. Stuart zahájil rozhovory s nizozemskými generálními stavy pod záminkou dohody o navrácení těla viceadmirála Williama Berkeleyho, zabitého ve čtyřdenní bitvě. Pozval Nizozemce k vyjednávání do Londýna a souhlasil s tím, že nebude usilovat o jmenování svého synovce Viléma III. Anglického správcem nizozemské provincie, jak požadoval v roce 1665; na oplátku trval na zaplacení náhrady škod, návratu ostrova Run a obchodní dohodu o Indii. Spojené provincie nizozemské se odmítli účastnit mírových rozhovorů bez Francie; pokud jde o územní nároky, nabídli pokračování současného stavu nebo návrat do situace před válkou, což byla pro Anglii jednoznačně podmínka nepřijatelná.
Je sporné, jak moc byla nabídka Karla II. Stuarta míněna vážně, protože jeho vyslanec v Paříži Henry Jermyn, 1. hrabě ze St. Albans vedl tajné rozhovory o anglo-francouzské alianci. Ludvík XIV. souhlasil, že zajistí, aby Nizozemci vyhověli anglickým požadavkům, výměnou za volnou ruku ve Španělském Nizozemsku; v dubnu 1667 diplomati v Haagu předpovídali, že dohoda je prakticky hotová. Když rozhovory nakonec začaly, anglická delegace měla pocit, že jejich pozice je mimořádně silná.

## Vyjednávání

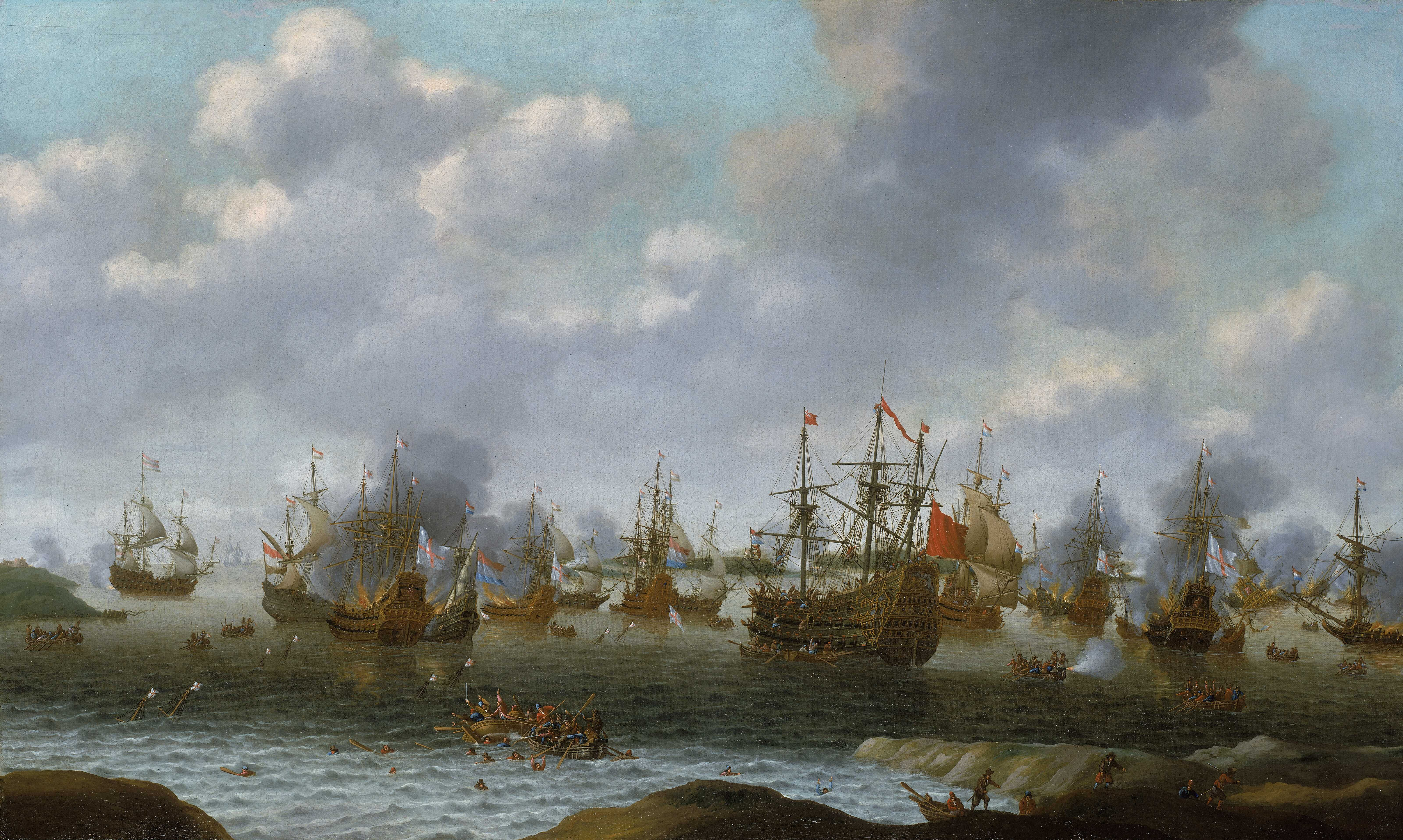
Červnový útok na Medway přinesl rychlý konec jednání, ale Karel II. nikdy na toto ponížení nezapomněl

Nizozemský politik a diplomat Johan de Witt odmítl návrh Anglie, aby se jednání konalo v Haagu, v protestantském městě, kterému vládnou oranžisté a Orangistická opozice. Johana de Witta podporoval Ludvík XIV., který považoval oranžisty za anglické agenty. Provincie Zeeland, Gelderland, Groningen, Overijssel a Friesland vyhrožovaly, že přestanou válku financovat, „pokračovaly pouze z tvrdohlavosti Nizozemska“.
Strany se nakonec dohodly na Bredě jako místa vyjednávání. Francouzské vojenské přípravy vedly oranžisty k obvinění De Witta z úmyslného zastavení jednání, aby Ludvík XIV. měl volnou ruku ve Španělském Nizozemsku. Tak byl De Witt pod velkým tlakem aby dosáhl dohody. Šance na úspěch jednání se zvýšila poté, co se Francie a Portugalsko v březnu spojili proti Španělsku, když uzavřeli 31. března 1667 v Lisabonu smlouvu známou jako Lisabonská smlouva (1667).
Role prostředníka v mírových rozhovorech poskytla možnost vybudovat si politickou prestiž, byla to také příležitost vybudovat nové vztahy; a protože Ludvík XIV. a císař Leopold I. o tuto pozici velmi stáli, využívali k dosažení dohody švédské diplomaty. Švédové, klíčoví aktéři životně důležitého baltského obchodu s obilím, železem a ostatní lodní dopravou slíbili, že odstraní obchodní omezení vyplývající ze Smlouvy z Elbingu (Elbląg), podepsané mezi Nizozemskou republikou a Švédskou říší 1. září (OS) / 11. září 1656, během druhé severní války ve švédském Elbingu (Elbląg). Smlouva chránila nizozemské zájmy v Baltském moři. Po dosažení mírové dohody v Bredě a stanovení pro ně příznivých podmínek by mohlo Švédsko ukončit své spojenectví s Dánskem. Göran Fleming pracoval Bredě s Peterem Coyetem, jenž byl prominentním švédským vyslancem v Anglii za vlády Olivera Cromwella. Po smrti Coyeta, zemřel 8. června, ho nahradil hrabě Christopher Delphicus zu Dohna, který byl pověřen, aby vyjednal švédsko-anglicko-francouzskou alianci, pokud by rozhovory v Bredě selhaly.
Nizozemské generální stavy jmenovaly osm delegátů, ale dostavili se pouze delegáti z provincie Holland, Zeeland a Friesland. Dva z nich byli oranžisté, právní poradce ze Zeelandu Pieter de Huybert, a z Frieslandu (Frisko) právník a diplomat Allart Pieter van Jongestall. Delegát z provincie Holland, diplomat Hieronymus van Beverningh byl stejně jako De Witt členem Dutch State Party, což byla politická frakce Spojených provincií Nizozemska. Obvykle je definována jako opozice oranžistů. Hlavními vyjednavači za Anglii byli Denzil Holles, velvyslanec ve Francii a Henry Coventry, velvyslanec ve Švédsku.

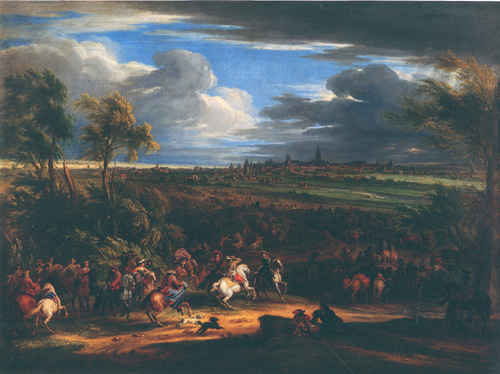
Devoluční válka; Francie obléhá Kortrijk ve Španělském Nizozemí

24. května Ludvík XIV. zahájil svou Devoluční válku, francouzská vojska rychle obsadila většinu Španělského Nizozemí a Franche-Comté. Pro Španělsko to znamenalo nutnost ukončit dlouhou válku s Portugalskem (Portuguese Restoration War). Příčinou dlouholeté války byla personální unie Španělska s Portugalskem, se kterou Portugalsko nesouhlasilo a která trvala od roku 1580. Dne 27. května 1667 byla v Madridu podepsána Anglicko-španělská smlouva, která formálně ukončila válku Anglie a Španělska. Anglie se na oplátku za obchodní koncese dohodla na zprostředkování míru Španělska s Portugalskem.
Hrozba pro nizozemskou ekonomiku představovaná francouzskou expanzí způsobila, že ukončení anglo-nizozemské války bylo naléhavou záležitostí. S podporou ujištění od Ludvíka XIV., že přinutí Nizozemce, aby se dohodli na ústupcích, Anglie zvýšila své požadavky a Van Beverningh řekl De Wittovi, že pro zlepšení jejich vyjednávací pozice je nutné velké vojenské vítězství. Příležitost jim nechtě poskytl Karel II. Stuart, který koncem roku 1666 zrušil většinu Royal Navy z důvodu úspory nákladů. Nizozemci toho plně využili při červnovém nájezdu na Medway; ačkoli akce sama měla omezený strategický dopad, toto ponížení jim Karel II. nikdy zapomněl.
Denzil Holles a Henry Coventry původně předpokládali, že záležitost zdrží vyjednávání, ale nutnost vytvoření spojenectví proti Francii podporovalo Španělsko, které hrozilo, že nedodrží ujednání z Madridu. V kombinaci s ekonomickými ztrátami způsobenými válkou, morem a požárem v Londýně Clarendon nařídil Hollesovi, aby souhlasil s podmínkami smlouvy, ve snaze „uklidnit mysl lidí“ a „osvobodit krále od břemene… jež je pro něho těžké ho snášet“.

## Podmínky

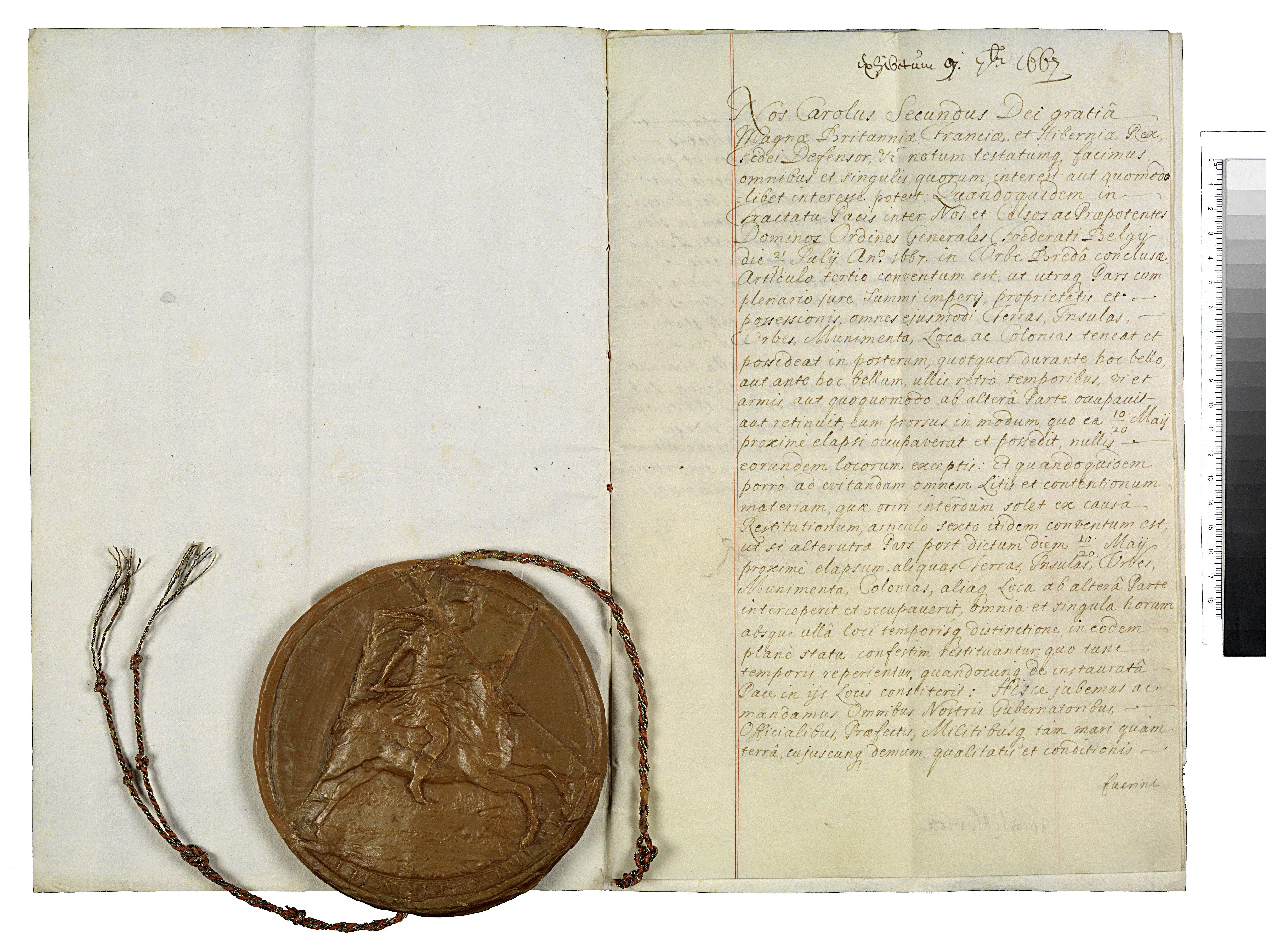
Poslední stránka smlouvy z Bredy

Článek 1. z anglicko-nizozemské smlouvy uzavřené 20. května stanovil omezenou vojenskou alianci, která zavazovala flotily nebo jednotlivé lodě plující stejným směrem, aby se vzájemně bránily proti třetí straně. Článek 3. stanovil zásadu uti possidetis, neboli „co máte, to máte“,(uti possidetis- v mezinárodním právu princip, že území a další majetek zůstává u jeho vlastníka po ukončení konfliktu, pokud smlouva nestanoví jinak). Nizozemsko si podrželo Willoughbyland, (byl založen v roce 1650 lordem Willoughbym, když byl královským guvernérem Barbadosu), nyní část moderního Surinamu, a ostrov Run, Angličané si ponechali Nové Nizozemí, které se později stalo kolonií New York, New Jersey, Pensylvánii a Delaware.
Články 4. až 8. uplatňovaly tento princip na všechny ztráty zboží nebo lodí, včetně ztrát, ke kterým došlo před válkou. Nelze uvalit žádné odškodnění ani uložit tresty, ale všechny existující Letter of marque (vládní licence, opravňující soukromou osobu, známou jako korzár, k útoku a zajetí nepřátelských lodí) byly prohlášeny za neplatné. Aby bylo možné tuto dohodu implementovat, článek 7. změnil datum, kdy bude ujednání vynucováno: 5. září pro Lamanšský průliv a Severní moře, 5. října pro ostatní evropská moře, 2. listopadu pro africké pobřeží severně od rovníku a 24. dubna 1668 pro zbytek světa.
Článek 10. vyžadoval výměnu všech vězňů bez výkupného, ačkoli Nizozemsko později požadovalo náhradu životních nákladů za vězně a Angličané vyžadovali totéž. Po neúspěšném povstání v roce 1666 hledalo mnoho oranžistů útočiště v Anglii, zatímco angličtí a skotští emigranti mířili opačným směrem. V článku 13. a 17. se obě strany zavázaly, že si navzájem nebudou chránit rebely; v tajné příloze Nizozemci také souhlasili s vydáním zbývajících královrahů, těch, kteří byli zodpovědni za popravu anglického Karla I. Stuarta v roce 1649. Tyto články byly do značné míry ignorovány.
Navigační zákony upravovala samostatná obchodní smlouva; zboží přepravené po řece Rýn nebo Šeldě do Amsterdamu mohlo být dovezeno nizozemskými loděmi do Anglie, aniž by podléhalo clu. Anglie také přijala zásadu „svobodné lodě vozí svobodné zboží" , zásada měla zabránit Royal Navy útočit na nizozemské lodě během válek, v nichž by bylo Nizozemsko neutrální. Obchodní smlouva byla předběžná; 17. února 1668 byl podepsán definitivní text.
Dánsko a Francie se vzdaly nároků na náhradu ztrát podle anglicko-nizozemské verze smlouvy. Kromě toho Anglie vrátila francouzské majetky Cayenne a Acadia, dobyté v letech 1667 a 1654, ačkoli přesné hranice nebyly stanoveny a předání se zpozdilo až do roku 1670. Znovu získala ostrov Montserrat a Antigua, karibský ostrov Svatý Kryštof se rozdělil mezi obě země.
Smlouvy byly podepsány dne 31. července, poté byly zaslány do každé země k ratifikaci; proces byl dokončen do 24. srpna a následovaly veřejné oslavy v Bredě.

## Následky

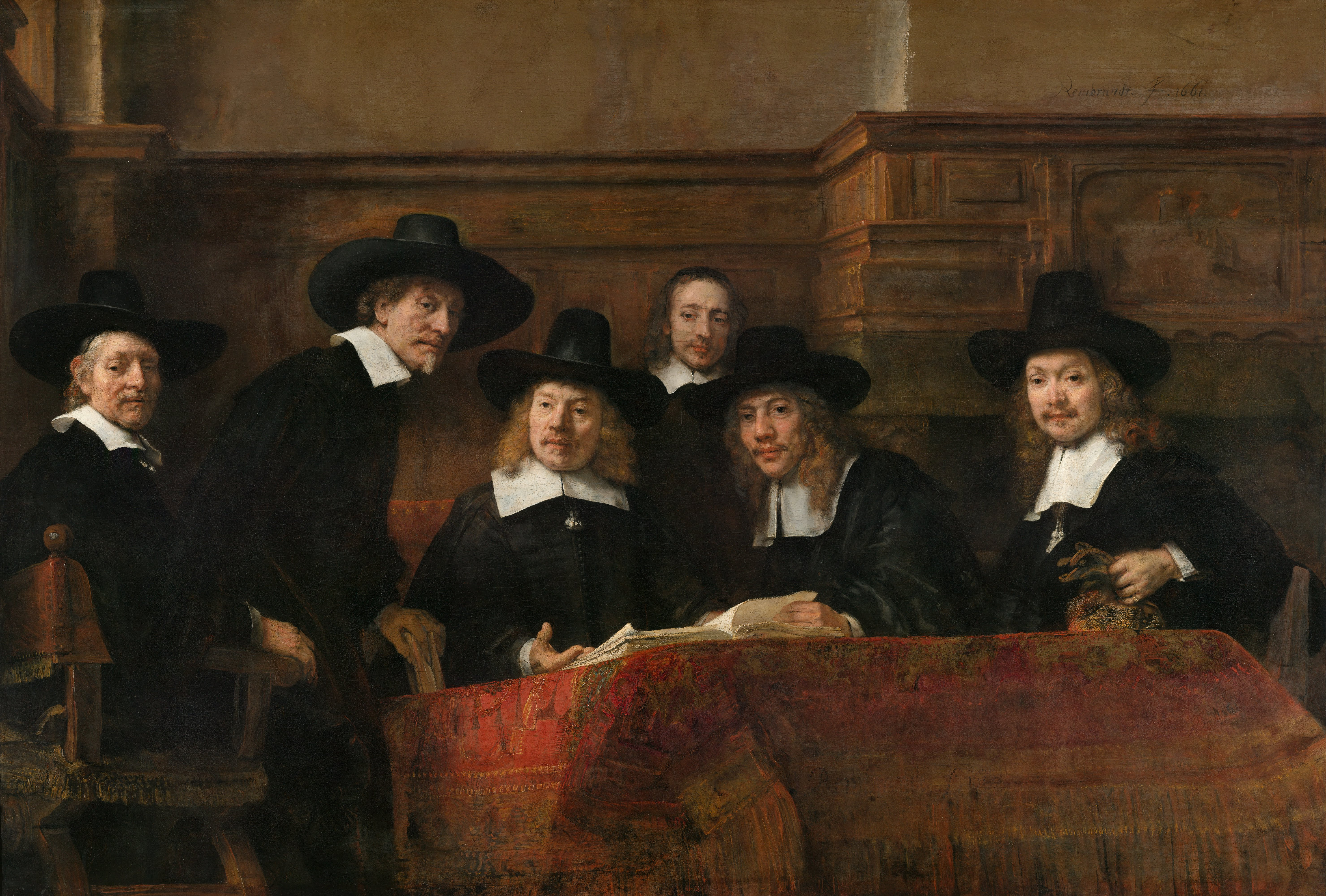
Rembrandt; období bezprostředně po roce 1667 znamenalo vrchol nizozemské prosperity a moci

Výměnou Nového Nizozemí a ostrova Run odstranila smlouva z Bredy dvě hlavní oblasti sporu, celkově snížilo napětí mezi Anglií a Nizozemskem a uvolnila se cesta k tzv. trojité alianci z roku 1668 mezi Nizozemskem, Švédskem a Anglií. Dohoda byla podepsána v Anglii v květnu 1668 jako reakce na francouzskou okupaci Španělského Nizozemí a regionu Franche-Comté. Aliance tak smlouvou z Cách, (Treaty of Aix-la-Chapelle (1668) nutila Francii vzdát se většiny územních zisků, které získala. Podmínky byly dohodnuty Ludvíkem XIV. a císařem Leopoldem I. ovšem již v lednu 1668.
Anglie a Spojené provincie nizozemské vnímali Francii jako společnou hrozbu; ačkoli Karel II. Stuart preferoval alianci s Francií, což vedlo v roce 1670 ke smlouvě z Doveru (Secret Treaty of Dover). Anglie se rozhodla pro opětovnou rozsáhlou podporu svého námořnictva. Anglické a francouzské námořnictvo spojilo své síly ve třetí anglo-nizozemské válce. Podpora Royal Navy po nepříliš úspěšné válce opět skončila.
Smlouva zklamala oranžisty tím, že nedokázala obnovit vládu Oranžsko-nasavské dynastie, nedovolovala emigrantům návrat jak sliboval Karel II. Když provincie Zeeland a Friesland v reakci na francouzský postup navrhli, aby byl Vilém III. Oranžský postaven do čela Staatse leger, armády generálních stavů Nizozemska, provincie Holland odpověděla 5. srpna usnesením Eeuwig Edict, („věčný edikt“) které rušilo úřad Stadtholdera - místodržícího v provincii Holland. Druhé usnesení stanovilo, že Holland bude oponovat každému, kdo by se stal místodržícím v jiné provincii. Protože armáda byla brána jako viděna jako mocenská základna oranžistů, výdaje na armádu byly úmyslně minimalizovány; toto mělo katastrofické účinky v 1672.
Smlouva z Bredy byla také úspěchem pro Švédsko, které využilo své postavení prostředníků ke zlepšení ustanovení smlouvy z Elblagu z roku 1656, k narušení nizozemsko-dánské dohody a ke vstupu do trojaliance. Španělsko znovu získalo Franche-Comteho a většinu Španělského Nizozemí, což bylo pro něj důležitější. Nizozemsko nyní považovalo Španělsko za přijatelnějšího souseda než ambiciózní Francii.
Celkově Nizozemsko považovalo smlouvu z Bredy a vytvoření Aliance za diplomatický triumf a následující období je často považováno za vrchol nizozemského zlatého věku.